# Египетска кухня
Египетска кухня (на арабски – مطبخ مصري) се състои от местните кулинарни традиции на Египет и отчасти на средиземноморската кухня.
Египетска кухня акцентира върху употребата на бобови култури и зеленчуци от плодородните долина и делта на река Нил, където се произвеждат големи количества разнообразни и висококачествени зеленчукови култури.
Историята на Египетската кухня датира от Древен Египет. Археологически разкопки откриват, че строителите на Великата пирамида в Гиза са хранени с хляб, бира и лук, така като най-вероятно са се хранили селяните в египетската провинция. Анализ на мумифицираните органи на тези работници показва, че хлябът е бил лепкав и груб, но в сериозни количества, като намерените в гробниците останки от хляб потвърждава това, както и че древният египетски хляб е правен с брашно от пшеница.
Въпреки че бирата изчезва като един от стълбовете в египетския живот, след завладяването на Египет от мюсюлманите през 654 година ябълките остават основните плодове и подправка в египетските храни. Гуавата е основен източник на Витамин C в продължение на хилядолетия, и се използва и до днес. Много хора приемат гуавата като Свети плодове.
Египетска кухня е изключително благоприятна за вегетарианците, тъй като тя разчита много на зеленчуковите ястия. Въпреки че храните в района на Александрия и бреговете на Средиземно море използват много риба и морски дарове, по-голямата част от египетската кухня се основава на храни, които растат предимно по земята.

## Хляб
Традиционната питка се използва за топене в сосове и пълнене с хумус, кебап, гирос, фалафел или за приготвянето на сандвичи. Повечето питки се пекат при висока температура (450 °C), вследствие на което кръглите питки се надуват драматично. След това се отваря едната страна на питката и се оформя джоб, който се пълни с различни видове плънка или се яде с различни ястия.
Айш Марахра (на арабски: عيش مرحرح) е египетски плосък хляб, направени от 5 – 10% семена на сминдух и царевица. Той е част от традиционната храна на египетската провинция, приготвя се на място, в селските домове. Подобен е на „мархук“, вид ливански хляб. Хлябовете са плоски и широки, обикновено около 50 см в диаметър, като за приготвянето им се замесва меко тесто от царевично брашно, което е ферментирало цяла нощ с мая. От тестото се оформят топки, които след това се разточват на „дискове“ и след това се пекат. Могат да се съхраняват в продължение на няколко дни в херметически затворени съдове.

## Ястия
Египетската кухня се характеризира с ястия като фул медамес, кушари, пълнени гълъби с ориз, ястия с ориз и зеленчуци, шаурма, кебап, фалафел и др. Може би най-известното египетско предястие са агнешки тестиси, които обикновено се ядат с хляб. Хлябът формира гръбнака на египетската кухня. Той се консумира с почти всички ястия, като в селските райони ястието може да се състои само от хляб и боб.
В модерния Египет правителството субсидира производството на хляб, датиращо от ерата на президента Гамал Абдел Насър, обаче по времето на голямата хранителна криза през 70-те години на ХХ век (когато е повишена цената на хляба) субсидиите са премахнати, което води от своя страна до избухването на бунтове.
Едно от най-обичаните национални ястия е кушари, представляващо смес от ориз, леща, макарони. Древните египтяни са известни с това, че са използвали много чесън и лук в ежедневния ястия. Прясно пюре от чесън и подправки се използва в доматената салата, както и при приготвяне на пикантни пълнени варени или печени патладжани. Чесънът, пържен с кориандър, се добавя към ястието мулукхия, което е популярна зелена супа, направена от ситно нарязани листа от юта, понякога с пилешко или месо от заек. Пържен лук може да бъде добавен към ястието кушари.

## Напитки
Чаят е националната напитка в Египет, има особено положение, като дори кафето не може да му бъде съперник. В Египет чаят се нарича „шай“. Чайовете, опаковани и продавани в Египет, са почти изцяло внос от Кения и Шри Ланка. Египетското правителство счита чая за стратегическа култура и разработва големи насаждения чай в Кения. Зеленият чай е в Египет от края на 90-те години и към началото на 21 век е много популярна напитка.
Египетски чай се предлага в 2 разновидности: Koshary и Saiidi. Koshary е популярен в Долен (Северен) Египет, като се приготвя по традиционния метод за запарване на черен чай в преварена вода. Почти винаги е подсладен с тръстикова захар и често се овкусява с пресни листа джоджен. Добавянето на мляко е също често срещано.
Saiidi се среща често в Горен (Южен) Египет. Той се подготвя чрез варене в продължение на 5 минути, на силен огън. Saiidi е изключително силен чай, като приблизителното количество за една чаша е 2 чаени лъжички. Освен това се подслажда с обилно количество захар от захарна тръстика (тъй като е много горчив чай). Когато се приготви притежава много наситен черен цвят.
Чаят е много важна част от ежедневието и фолклора в Египет. Повечето хора не могат да функционират без сутрин да изпият чаша, като пиенето на напитката е задължително и след обяд. Посещения и срещи задължително преминават пред чаша чай. Освен в домашни условия, чай се сервира в египетските чайни. Друг особено популярен чай е каркаде.
Кафето, наречен gahwa (قهوة), се счита за част от традициите при посрещане на гости в Египет. Обикновено се приготвя в малко джезве, което се нарича dalla (دلة) или ка-на-на. Сервира се в малка чашка за кафе, наречена финджан (فنجان, finjan).
| Портал | Портал „Африка“ съдържа още много статии, свързани с Африка. Можете да се включите към Уикипроект „Африка“. |